# Noříčí (přírodní rezervace)
Noříčí je přírodní rezervace rozkládající se ve vrcholové části Nořičí hory, jihovýchodně od obce Trojanovice v okrese Nový Jičín. Oblast spravuje AOPK ČR Správa CHKO Beskydy.

## Předmět ochrany
Důvodem ochrany je uchování lesního porostu s přirozenou dřevinnou skladbou typickou pro západokarpatskou oblast s bohatým zastoupením lesních typů a zajištění lesního společenstva s ohroženými rostlinnými a živočišnými druhy před činnostmi, jež mají negativní dopad na přírodní procesy.